# Trolejbusy w Hradcu Králové
Trolejbusy w Hradcu Králové - system komunikacji trolejbusowej funkcjonujący w czeskim mieście Hradec Králové.

## Historia

### 1948−1965
Budowę sieci trolejbusowej rozpoczęto w kwietniu 1948. Pierwszą linię trolejbusową w mieście otwarto 2 kwietnia 1949. Linia połączyła dworzec kolejowy z Novým Hradcem Králové. Drugą linię trolejbusową na trasie od dworca kolejowego do Slezského předměstí otwarto 28 października 1949. Do obsługi linii zakupiono 5 trolejbusów typu Vetra/ČKD TB-51. Pierwsza zajezdnia trolejbusowa znajdowała się niedaleko dworca kolejowego i od początku była traktowana jako zajezdnia tymczasowa. W 1951 rozpoczęto budowę zajezdni trolejbusowej na Slezském předměstí, którą ukończono w 1953. W tym samym czasie otwarto w dwóch etapach linię trolejbusową do zajezdni. Pierwszy odcinek obejmował trasę od dworca kolejowego do Kuklen, a drugi zaczynał się w Kuklenách i kończył się w Plačicích. Do obsługi rozbudowanej sieci zakupiono w latach 1951−1953 10 trolejbusów Škoda 7Tr. W 1958 otwarto trasę do Malšovic. Wówczas także rozpoczęły się dostawy nowych trolejbusów Škoda 8Tr. Łącznie w latach 1957−1961 do miasta dostarczono 20 trolejbusów tego typu. Dzięki dostawom nowych trolejbusów zakończono eksploatację trolejbusów Vetra/ČKD TB-51. Od początku lat 60. XX w. rozpoczęły się dostawy trolejbusów Škoda 9Tr. W 1965 w mieście było 9 linii trolejbusowych:
- 0: Hlavní nádraží – Pospíšilova – Slezské předměstí
- 1: Hlavní nádraží – Pospíšilova – Slezské předměstí sever
- 2: Hlavní nádraží – Nový Hradec Králové
- 3: Kukleny – Pospíšilova – Slezské předměstí sever
- 4: Slezské předměstí sever – Kukleny – Plačice (w przeciwnym kierunku jako linia nr 3)
- 5: Slezské předměstí – Hlavní nádraží
- 7: Hlavní nádraží – Malšovice
- 8: Plačice – Stoletá – Slezské předměstí
- 9: Slezské předměstí – Stoletá – Plačice (w przeciwnym kierunku jako linia nr 8)

### Po 1966
Do 1967 zlikwidowano linie nr 8 i 9. Do 1967 sieć trolejbusowa osiągnęła swój maksymalny rozmiar. Wkrótce rozpoczęto zamykać niektóre linie trolejbusowe. Według planów trolejbusy miały zostać zlikwidowane do 1979. W latach 1972−1975 zakupiono 20 trolejbusów Škoda 9Tr, niektóre z tych pojazdów pochodziły ze zlikwidowanej sieci w Czeskich Budziejowicach. W latach 80. XX w. zakupiono nowe trolejbusy Škoda 14Tr. W tym czasie w mieście były 4 linie trolejbusowe:
- 2: Hlavní nádraží – Nový Hradec Králové
- 3: (Plačice- )Kukleny – Slezské předměstí
- 4: Slezské předměstí – Kukleny (w przeciwnym kierunku jako linia nr 3)
- 7: Hlavní nádraží – Malšovice

Na początku lat 90. XX w. linię autobusową nr 20 do Nového Hradce Králové zastąpiono linią trolejbusową. W 1998 przewoźnik Dopravní podnik v Hradci Králové obsługiwał 5 linii trolejbusowych:
- 1: Hlavní nádraží – Nový Hradec Králové (przez szpital) – Kluky (niektóre kursy)
- 2: Hlavní nádraží – Nový Hradec Králové
- 3: Plačice – Kukleny – Slezské předměstí
- 6: Hlavní nádraží – Slezské předměstí
- 7: Hlavní nádraží – Malšovice

## Linie
Obecnie w Hradcu Králové istnieje 8 linii trolejbusowych:
- 1: Terminál HD − Hlavní Nádraží − Nový Hradec Králové (− Kluky Planetárium)
- 2: Terminál HD − Hlavní Nádraží − Nový Hradec Králové
- 3: (Plačice −) Kukleny Albert – Hlavní Nádraží − Slezské Př.–Cihelna
- 4: Terminál HD − Hlavní Nádraží − Pod Strání
- 6: Terminál HD − Hlavní Nádraží − Slezské Př.–Cihelna
- 7: Terminál HD − Hlavní Nádraží − Malšovice U Čechů
- 21: Plachta–U Parku − Magistrát Města – Plachta–U Parku
- 27: Slezské Př.–Cihelna − Pod Strání (– Nový Hradec Králové)

## Eksploatowane pojazdy
W eksploatacji znajduje się 41 trolejbusów:
| Obrazek | Typ                             | Ilość |
| ------- | ------------------------------- | ----- |
|         | Škoda 30Tr SOR Škoda 30TrDG SOR | 26 2  |
|         | Škoda 31Tr SOR                  | 13    |